# Galeodes laniator
Galeodes laniator är en spindeldjursart som beskrevs av Roewer 1934. Galeodes laniator ingår i släktet Galeodes och familjen Galeodidae. Inga underarter finns listade i Catalogue of Life.